# John T. Buckbee
John Theodore Buckbee (* 1. August 1871 bei Rockford, Illinois; † 23. April 1936 ebenda) war ein US-amerikanischer Politiker. Zwischen 1927 und 1936 vertrat er den Bundesstaat Illinois im US-Repräsentantenhaus.

## Leben
John Buckbee besuchte die öffentlichen Schulen seiner Heimat. Danach ging er nach Europa und studierte in Österreich, Frankreich, den Niederlanden, Dänemark, Schweden, Belgien, Italien sowie Großbritannien Landwirtschaft und Gartenbau. Später wurde er im Saatgutgeschäft in Rockford tätig. Gleichzeitig schlug er als Mitglied der Republikanischen Partei eine politische Laufbahn ein.
Bei den Kongresswahlen des Jahres 1926 wurde Buckbee im zwölften Wahlbezirk von Illinois in das US-Repräsentantenhaus in Washington, D.C. gewählt, wo er am 4. März 1927 die Nachfolge des zwischenzeitlich verstorbenen Charles Eugene Fuller antrat. Nach vier Wiederwahlen konnte er bis zu seinem Tod am 23. April 1936 im Kongress verbleiben. Seit 1933 wurden dort viele der New-Deal-Gesetze der Bundesregierung unter Präsident Franklin D. Roosevelt verabschiedet. Außerdem wurden im Jahr 1933 der 20. und der 21. Verfassungszusatz ratifiziert. 1935 wurden erstmals die Bestimmungen des 20. Zusatzartikels angewendet, wonach die Legislaturperiode des Kongresses jeweils am 3. Januar endet bzw. beginnt. Im Jahr 1936 wollte John Buckbee auf eine weitere Kandidatur verzichten. Er starb aber noch vor Ablauf seiner letzten Legislaturperiode.